# Scuola ticinese di architettura

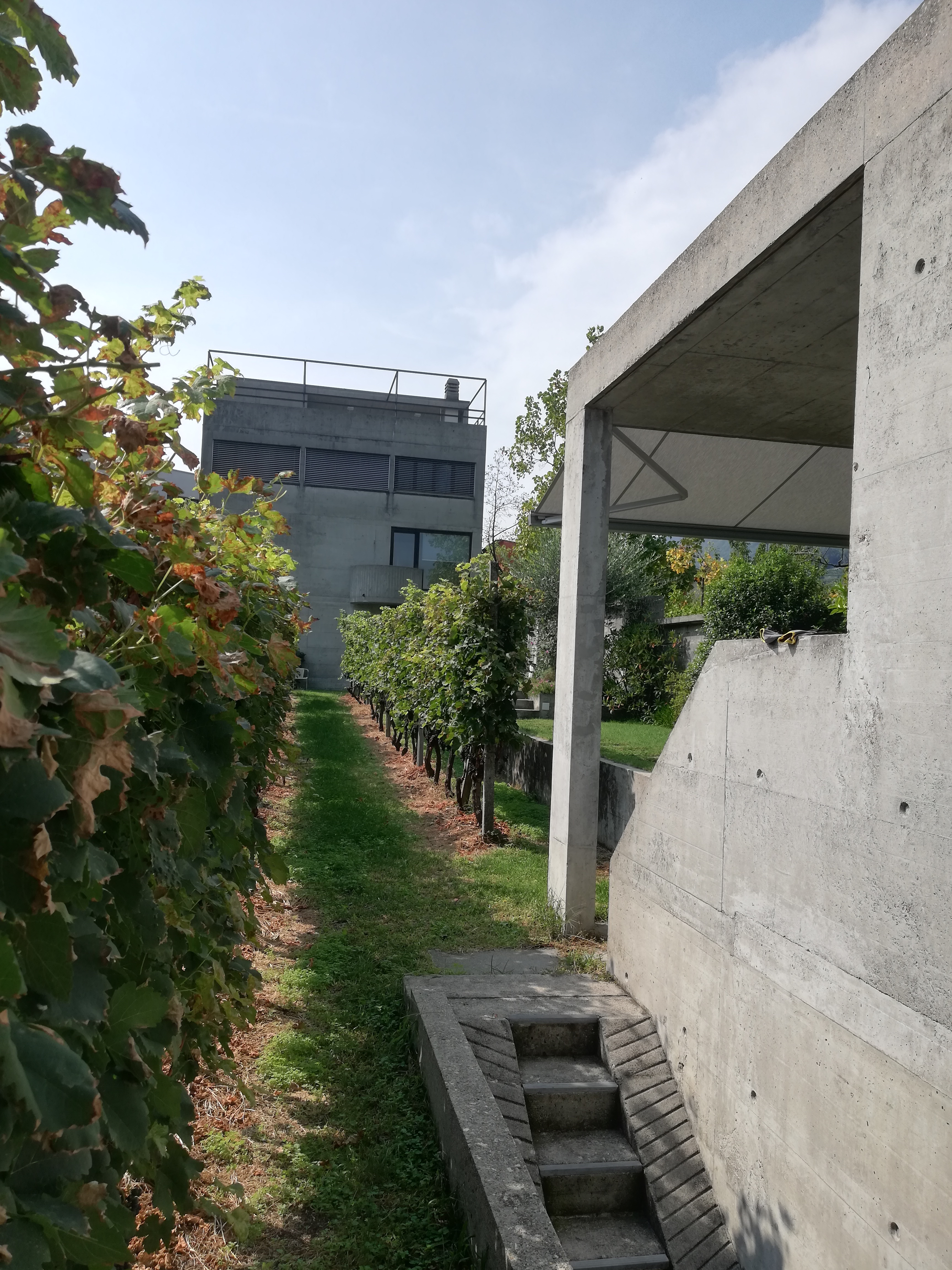
Casa Guidotti a Monte Carasso, progetto del 1984 di Luigi Snozzi per una residenza privata

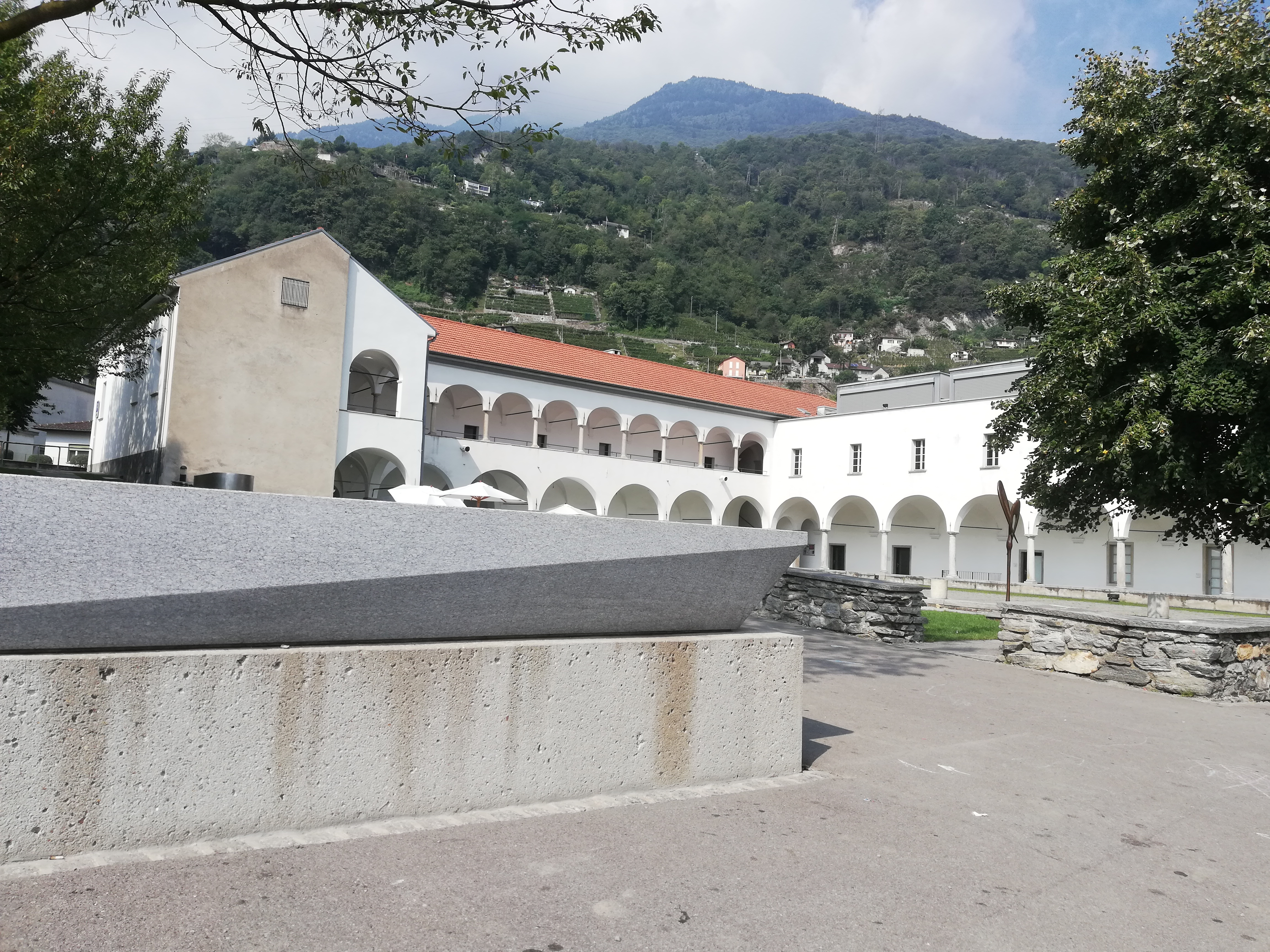
La riqualifica del sito dell'ex convento delle agostiniane a Monte Carasso negli anni Ottanta ha valso a Luigi Snozzi il Premio Wakker nel 1993

La scuola ticinese di architettura è un termine frequentemente usato per descrivere l'esperienza creativa di un gruppo di architetti della Svizzera italiana assurti a notorietà internazionale nel 1975 in seguito alla mostra di successo "Tendenzen - Neuere Architektur im Tessin" a Zurigo. La loro influenza si protrae ancora nel XXI secolo, come testimonia il successo internazionale di alcuni di loro, il più celebre essendo Mario Botta.
Benché la formula "scuola ticinese" sia sovente impiegata per raggruppare queste esperienze, si tratta più che altro di un'etichetta di comodo. In realtà una vera e propria scuola di architettura ticinese non è mai esistita. Ognuno dei protagonisti ha sviluppato un linguaggio proprio, benché in tutti siano solitamente riconoscibili i tratti marcati dell'architettura contemporanea. Quello che accomuna le loro esperienze secondo Mario Botta è "un atteggiamento di tipo etico e territoriale; un rapporto privilegiato con la geografia dei luoghi dove sorgono le loro opere architettoniche". Un approccio spesso associato alla scuola ticinese è quello del regionalismo critico.

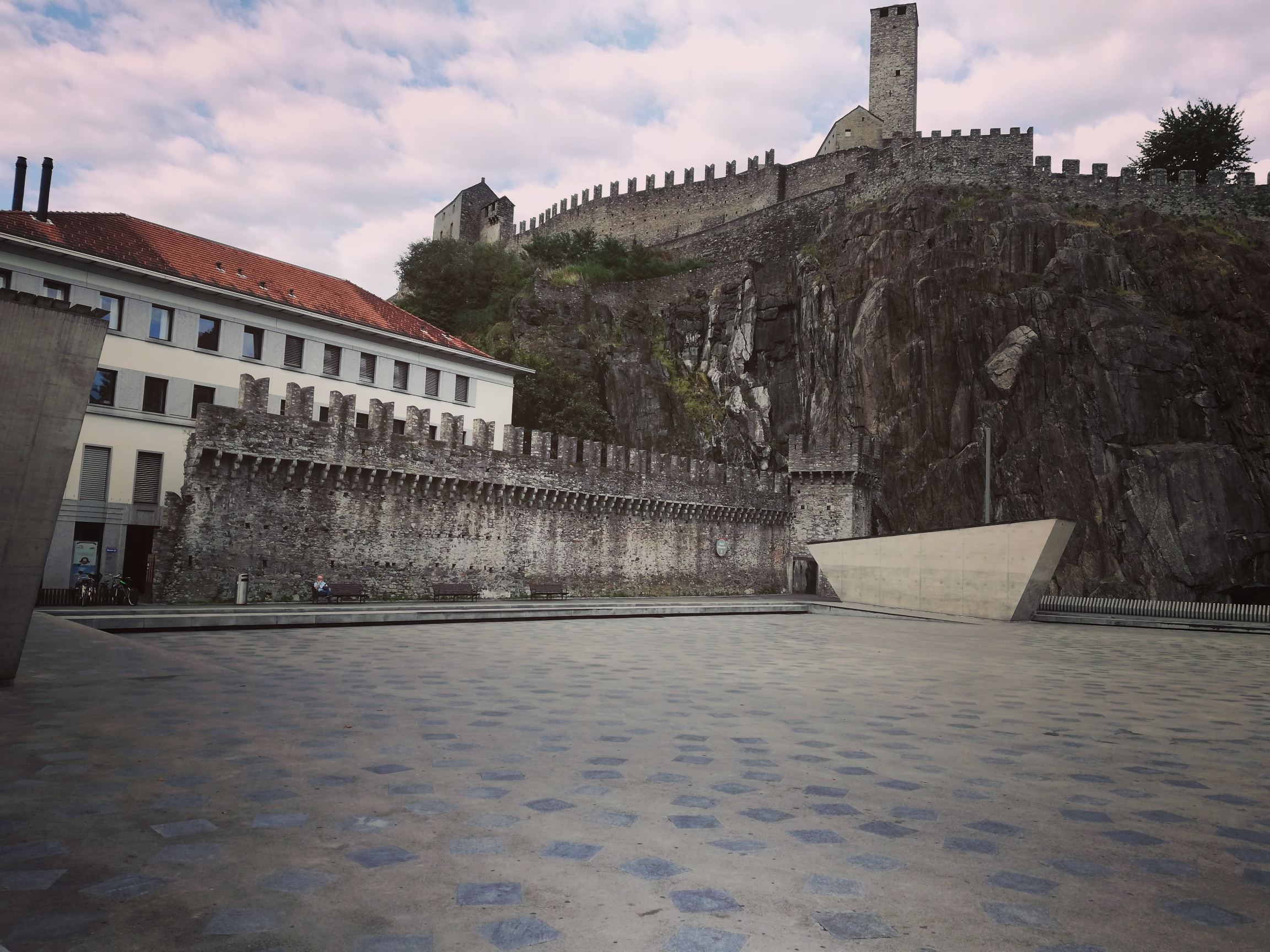
Piazza del Sole a Bellinzona, Svizzera. Progetto di Livio Vacchini.

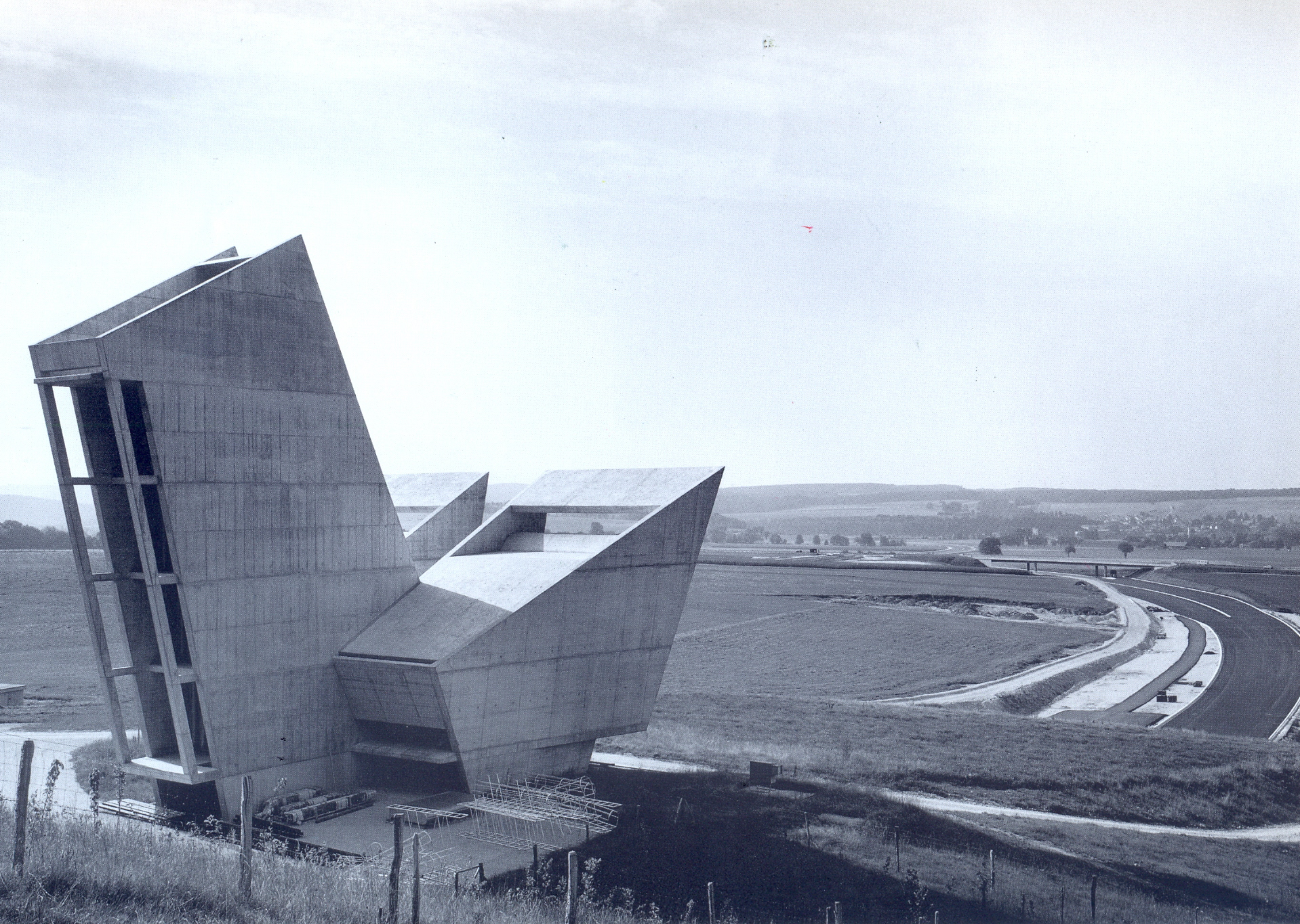
Portale dell'autostrada A16 presso Glovelier, Svizzera. Progetto di Flora Ruchat

Nonostante la mancanza di un manifesto o di un vero e proprio progetto comune, l'opera di questi architetti ticinesi attivi soprattutto negli anni Settanta e Ottanta del XX secolo ha risvegliato la curiosità di professionisti da tutto il mondo. Non a caso, nel 1995 è stata fondata in seno alla neonata Università della Svizzera italiana l'Accademia di architettura di Mendrisio, di cui Mario Botta è uno dei fondatori.

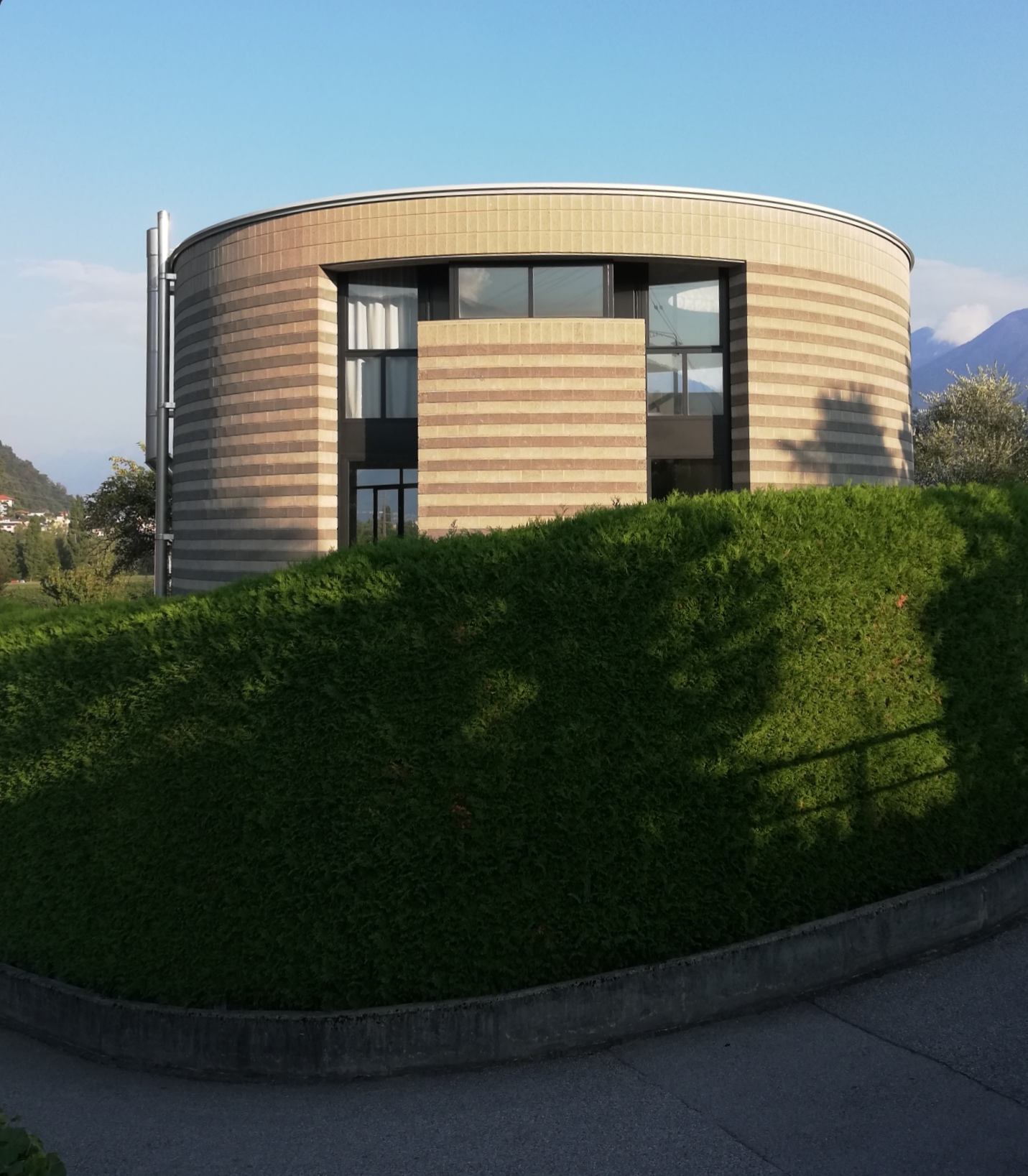
Casa privata a Losone, Svizzera. Progetto di Mario Botta.

## Architetti della scuola ticinese
- Mario Botta
- Mario Campi
- Tita Carloni
- Giancarlo Durisch
- Aurelio Galfetti
- Ivano Gianola
- Flora Ruchat-Roncati
- Luigi Snozzi
- Ivo Trümpy
- Livio Vacchini
- Rino Tami
- Roberto Bianconi
- Alberto Camenzind
- Dolf Schnebli
- Michele Arnaboldi
- Raffaele Cavadini
- Bruno Reichlin
- Fabio Reinhart
- Ivano Gianola